# کایهو ناکایاما
کایهو ناکایاما (انگلیسی: Kaiho Nakayama؛ زادهٔ ۱۱ ژانویهٔ ۱۹۹۳) بازیکن فوتبال اهل ژاپن است.